# アルフル族
アルフル族、アルフール族（Alfuro、Alfuru、Alfure、Alfoer、Alfourouなど）は、スラウェシ島、モルッカ諸島、ハルマヘラ島、ミンダナオ島などで、一般のイスラム教徒、キリスト教徒には通常アクセスできないような奥地に住む人々の総称。伝統的な自給自足をして生活をしている。先住民のほか土着のマレー系民にも使用されるが、「異宗教の野蛮な人々」といった意味合いが強い。文化的にはさまざまであり、均質性が無い。そのため民族学的には無価値として20世紀初めに使われなくなった言葉である。1890年にジェームズ・フレイザーが著した『金枝篇』などに登場する。